# Sveriges Domstolar

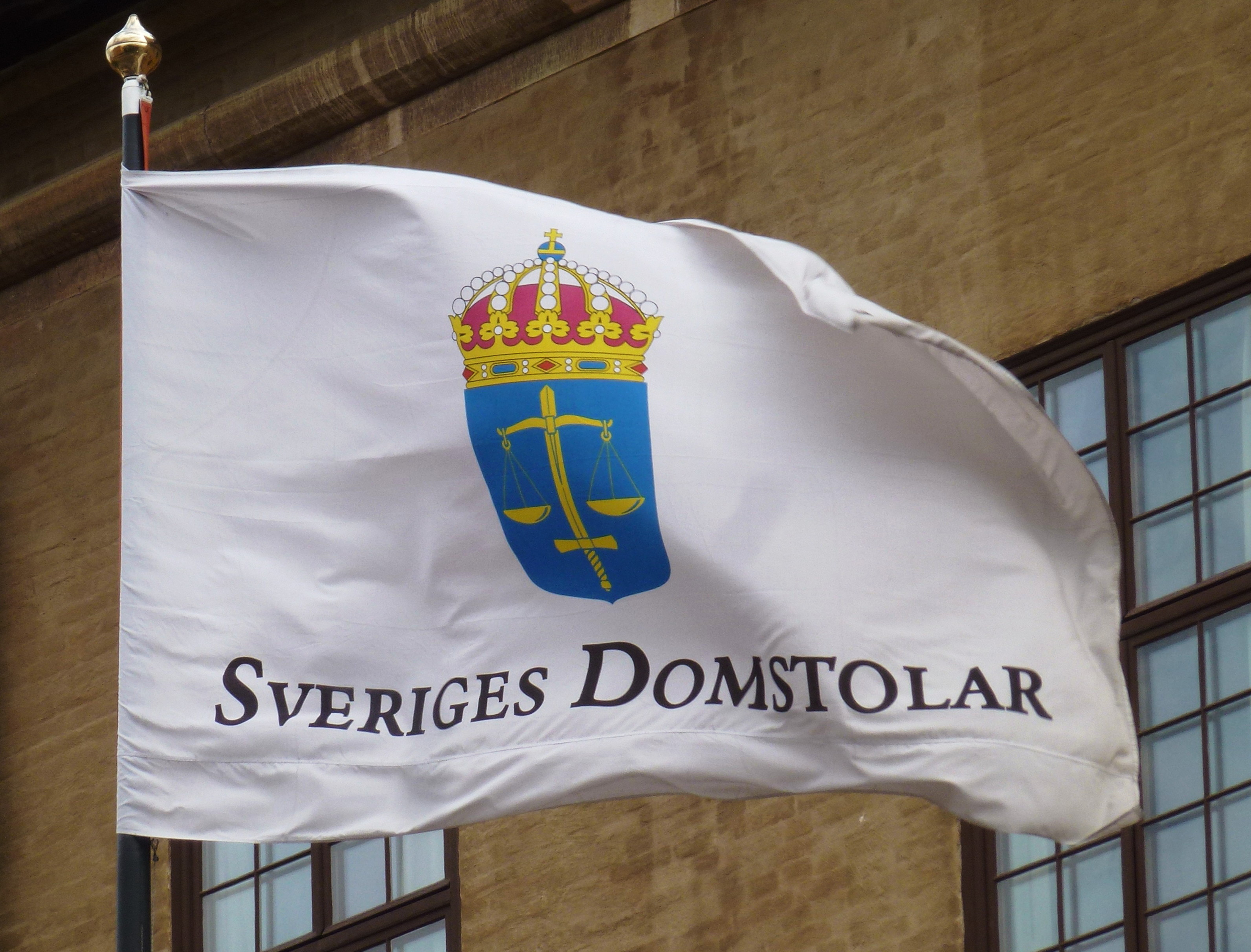
Flaggan utanför Stockholms rådhus.

Sveriges Domstolar är ett samlingsnamn, som Domstolsverket har introducerat, för domstolarnas verksamhet. Sveriges Domstolar omfattar enligt verket de allmänna domstolarna, de allmänna förvaltningsdomstolarna, hyresnämnderna och arrendenämnderna, Rättshjälpsmyndigheten och Domstolsverket. Att "Domstolar" skrivs med stor begynnelsebokstav är ett medvetet val, trots att det kan påstås stå i strid med myndigheternas vedertagna skrivregler. Det kan anmärkas att Domstolsverket och Rättshjälpsmyndigheten är förvaltningsmyndigheter och inte domstolar. Hyres- och arrendenämnderna är domstolsliknande nämnder. 
"Sveriges Domstolar" omfattar inte alla domstolar i Sverige. Samlingsnamnet inkluderar inte de fristående specialdomstolarna (Arbetsdomstolen och Försvarsunderrättelsedomstolen).